# Xã Polk, Quận Nodaway, Missouri
Xã Polk (tiếng Anh: Polk Township) là một xã thuộc quận Nodaway, tiểu bang Missouri, Hoa Kỳ. Năm 2010, dân số của xã này là 15.777 người.